# Beth (singolo)
Beth è una canzone dei Kiss, pubblicata nel 1976 all'interno dell'album Destroyer.
La canzone è stata inserita da VH1 alla posizione numero 3 nella classifica delle "25 più grandi power ballad" e alla posizione numero 41 nella classifica delle "100 più grandi canzoni d'amore".

## Il brano
Il brano fu composto dal batterista del gruppo Peter Criss in collaborazione con Stan Penridge. Secondo le dichiarazioni dell'allora manager del gruppo Bill Aucoin, Beth fu inserita nell'album all'ultimo minuto e anche contro la volontà di Gene Simmons e Paul Stanley che ritenevano che la canzone fosse troppo lontana dallo stile musicale del gruppo.
Il brano è effettivamente una power ballad in cui Peter Criss canta accompagnato solamente da chitarra acustica, pianoforte ed archi. Inclusa come Lato B del singolo Detroit Rock City, fu inizialmente poco trasmessa da parte delle radio determinando uno scarso successo commerciale. Tuttavia una radio locale diffuse il Lato B del 45 giri in maniera più capillare delle altre emittenti determinando il successo del brano, che risulterà essere il singolo con maggiore permanenza nelle classifiche nella storia dei Kiss nonché il singolo dei Kiss che riscuoterà maggior successo negli Stati Uniti (si isserà infatti al settimo posto). Il successo del brano determinerà anche una nuova pubblicazione del singolo con i due lati invertiti (Beth come Lato A e Detroit Rock City come Lato B)
Beth è stata proposta in concerto solamente negli anni in cui vi era Peter Criss come membro del gruppo (tra il 1976 e il 1980 e tra il 1996 e il 2004). In questo caso il batterista cantava sulla base musicale, eccetto in occasione del concerto al Telstra Dome di Melbourne del 2003, in cui Criss cantò accompagnato da un'orchestra sinfonica (questo concerto sarà poi pubblicato nel quarto album live del gruppo KISS Symphony: Alive IV).
Del brano esistono anche altre tre versioni: la prima, pubblicata nel 1988 all'interno dell'album Smashes, Thrashes & Hits, vedeva Eric Carr come cantante al posto di Peter Criss. La seconda invece è presente nell'album solista di Peter Criss intitolato Cat #1, in cui Criss canta accompagnato solamente da chitarre acustiche, mentre la terza è presente nell'album live Kiss Unplugged, ed è simile alla versione dell'album solista di Criss, ma presenta in più il basso acustico suonato da Gene Simmons.

## Cover
- Nel 2010 il cast della serie televisiva Glee ha realizzato una cover del brano. In questa versione la voce principale è quella di Mark Salling, accompagnato dagli altri ragazzi e dalla consueta orchestra, in cui spicca un ottimo accompagnamento al piano.
- Una interpretazione del brano, curiosamente ad opera di un batterista (Fabio Pugliese, primo batterista dei Graal che si cimenta per la prima volta in veste di cantante), è presente nel CD Kissed By Kiss (che comprende 22 cover di brani dei Kiss suonate da band italiane), allegato al libro omonimo (Celtic Moon Edizioni, 2014), enciclopedia kissiana dedicata alle collaborazioni che i singoli membri dei Kiss hanno effettuato con altri artisti.